# Stolidosoma microgamum
Stolidosoma microgamum är en tvåvingeart som först beskrevs av Octave Parent 1928.  Stolidosoma microgamum ingår i släktet Stolidosoma och familjen styltflugor.
Artens utbredningsområde är Costa Rica. Inga underarter finns listade i Catalogue of Life.